# شهرستان استون (میزوری)
شهرستان استون، میزوری (به انگلیسی: Stone County, Missouri) یک سکونتگاه مسکونی در ایالات متحده آمریکا است که در میزوری واقع شده‌است.